# Gordon A. Blake

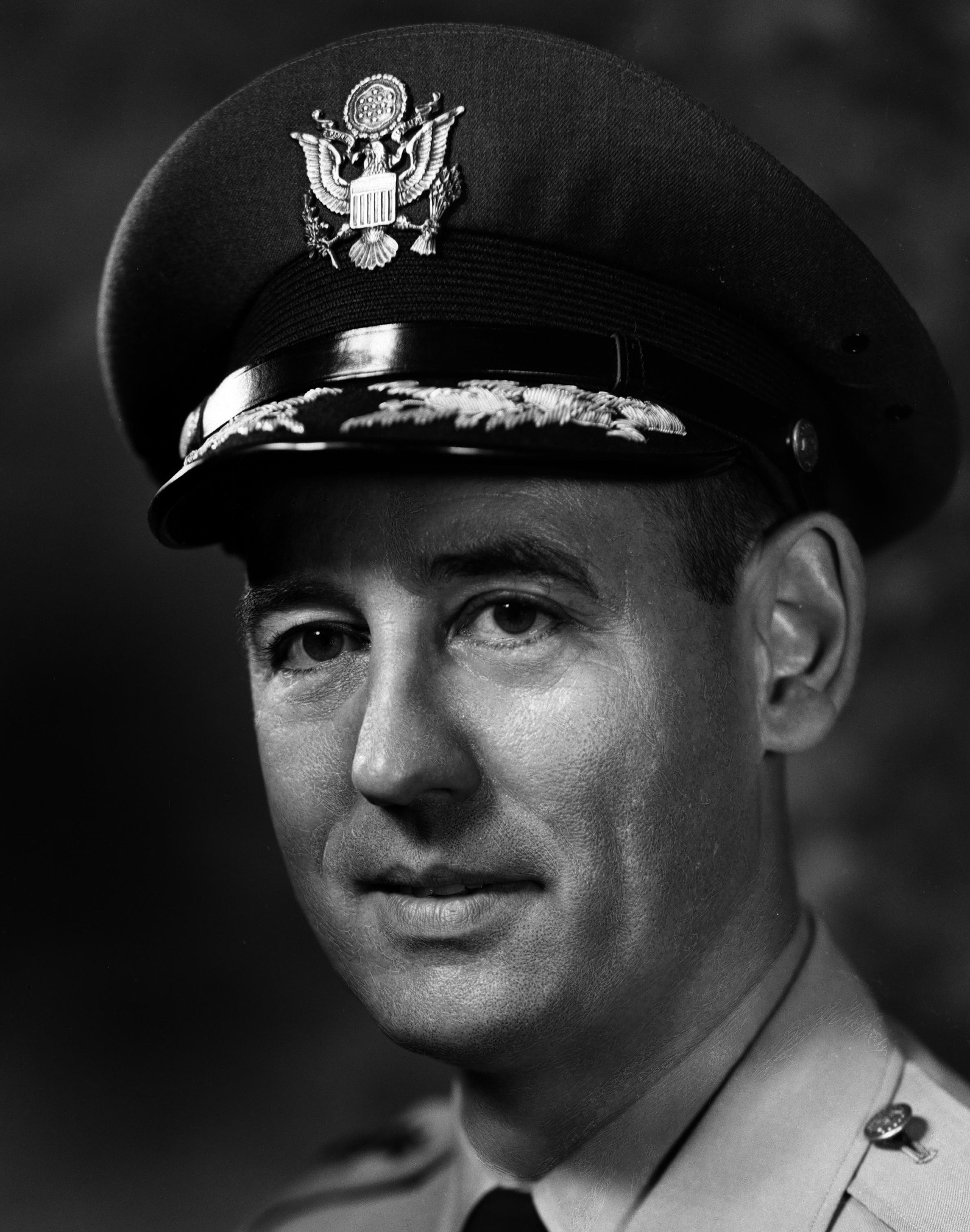
Gordon A. Blake

Gordon Aylesworth Blake (* 22. Juli 1910; † 1. September 1997) war vom 1. Juli 1962 bis zum 31. Mai 1965 Direktor des US-amerikanischen Geheimdienstes NSA. Zuvor leitete er den Air Force Security Service und diente als Lieutenant General der US Air Force. 

## Leben
Am 7. Dezember 1941 war Blake als Offizier für Rollfeldoperationen auf Pearl Harbor stationiert. Aufgrund seines mutigen Verhaltens während des japanischen Angriffes erhielt er den Silver Star für Tapferkeit. 
Mit seinem Beginn als Direktor der NSA behielt er Louis W. Tordella als stellvertretenden Direktor bei und überließ ihm die geheimsten Operationen des Nachrichtendiensts.

## Auszeichnungen
Auswahl der Dekorationen, sortiert in Anlehnung der Order of Precedence of Military Awards:
- Air Force Distinguished Service Medal (2 ×)
- Silver Star
- Legion of Merit (2 ×)
- Distinguished Flying Cross
- Air Medal (2 ×)

| Personendaten    | Personendaten                            |
| ---------------- | ---------------------------------------- |
| NAME             | Blake, Gordon A.                         |
| ALTERNATIVNAMEN  | Blake, Gordon Aylesworth                 |
| KURZBESCHREIBUNG | US-amerikanischer Geheimdienstchef (NSA) |
| GEBURTSDATUM     | 22. Juli 1910                            |
| STERBEDATUM      | 1. September 1997                        |